# Constantin Rădulescu-Motru

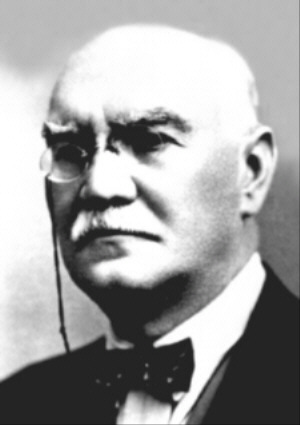
Constantin Rădulescu-Motru

Constantin Rădulescu-Motru (Butoieşti, 15 februari 1868 – Boekarest, 6 maart 1957) was een Roemeens psycholoog en filosoof.

## Leven en werk
Rădulescu-Motru studeerde in Boekarest filosofie en rechten bij onder andere Titu Maiorescu, die het hem mogelijk maakte om in het buitenland verder te studeren. Dat deed hij onder meer in psychologie (bij Charcot te Parijs) en in Leipzig bij Wilhelm Wundt, bij wie hij in 1893 promoveerde. Bij zijn terugkeer in Roemenië (1897) werd hij aangesteld als lector aan de universiteit van Boekarest; later werd hij hoogleraar.
Rădulescu-Motru was tijdens het interbellum politiek actief als senator, waarbij hij regelmatig van partij wisselde, al naargelang de politieke machtsverhoudingen. Dit deed hij deels om de positie van de universiteit (en zichzelf) te beschermen.
Rădulescu-Motru heeft altijd geprobeerd de ontwikkelingen binnen de wetenschappen te volgen en te incorporeren in zijn wereldbeeld. Men heeft hem daarom wel positivist genoemd, maar hij benadrukte altijd het primaat van het geestelijke/spirituele. Onder invloed van Einsteins Relativiteitstheorie en de filosofie van Henri Bergson kwam hij echter tot de bevinding, dat de materiële en psychische wereld als één geheel gezien moesten worden.
Filosofie had volgens Rădulescu-Motru tot taak de mensen op te voeden. Zoals hij van zichzelf heeft gezegd: tot aan 1927 was hij vooral bezig buitenlandse filosofische inzichten uiteen te zetten voor Roemeense lezers, daarna was de morele opvoeding van het Roemeense volk zijn taak. Hiertoe heeft hij tijdschriften opgericht, en voordrachten gehouden voor een breed publiek, en ook voor de radio gesproken.
Rădulescu-Motru was tegenstander van het 19e-eeuwse liberalisme, omdat dit individuen te veel de vrije teugel liet voor egoïstische verrijking. Hij was in de jaren 1930 van mening dat er overal in Europa een mentale verandering gaande was, die hij met name waarnam in het optreden van Mussolini, Lenin/het bolsjewisme en Hitler. Hij keurde het tirannieke element in deze bewegingen niet goed, maar stond toch positief tegenover wat hij zag als bewegingen met een ideaal voor ogen. Hij was van mening dat Roemenië een eigen geestelijke beweging moest creëren, en niet klakkeloos iets uit het buitenland imiteren. Hij was geen aanhanger van Codreanu's IJzeren Garde, zoals veel intellectuelen uit zijn tijd (hij was ook geen antisemiet). De door hem beoogde geestelijke beweging voor Roemenië noemde hij Românism. Ieder land moest putten uit zijn eigen krachten en tradities. Hij meende in 1936 al tekenen van deze beweging om hem heen te kunnen zien, met name bij de jeugd.
Dat maakt dat zijn laatste jaren, 1947-1957, onder het communistisch regime des te tragischer waren: in armoe en kou bracht hij zijn dagen door; de communistische leiders hadden weinig consideratie met mensen die voor de oorlog politiek hadden bedreven. In zijn, pas 40 jaar na zijn dood gepubliceerde "Correcties en toevoegingen" kwalificeerde hij de toestand in Roemenië onder het communistisch regime als een nieuwe periode van obscurantistisch dogmatisme als tijdens de middeleeuwen, waar de filosofie in dienst zal staan van de politiek.

## Publicaties in boekvorm
- 1893: Zur Entwicklung von Kant’s Theorie der Naturcausalität. Proefschrift.
- 1897: F.W.Nietzsche. Viaţa şi filosofia sa. (Leven en filosofie van Nietzsche)
- 1904: Cultura română şi politicianismul (De Roemeense cultuur en het 'politiek gedoe')
- 1908: Puterea sufletească. (Geestelijke kracht)
- 1912: Elemente de metafizică. Principalele probleme ale filosofiei contimporane pe înţelesul tutoror. (De belangrijkste vraagstukken van de hedendaagse filosofie voor iedereen begrijpelijk gemaakt)
- 1923: Curs de Psihologie[dode link]. (Voordrachten over  psychologie)
- 1927: Personalismul energetic.  (Energetisch personalisme)
- 1928: Elemente de metafizica pe baza filosofiei kantiene. (Metafysica op kantiaanse grondslag)
- 1932: Vocaţia, factor hotărâtor în cultura popoarelor. (Roeping, een bepalende factor in de cultuur van volkeren'
- 1936: Românismul. Catehismul unei noi spiritualităţi. (Roemenisme. Catechismus voor een nieuwe spiritualiteit)
- 1937: Psihologia poporului român[dode link]. (Psychologie van het Roemeense volk)
- 1940: Timp şi destin. (Tijd en lotsbestemming)
- 1942: Etnicul românesc. Comunitate de origine, limbă şi destin. (De Roemeense etniciteit. Gemeenschap van oorsprong, taal en lotsbestemming)
- 1996-2001: Revizuiri şi adăugiri (Correcties en toevoegingen). Postuum uitgegeven  dagboeken an andere notities, geschreven in de jaren 1943-1952)
- 1990: Mărturisiri. (Bekentenissen). Postuum uitgegeven door Valeriu Răpeanu en Sanda Răpeanu.

(Veel van Rădulescu-Motrus teksten zijn na 1989 heruitgegeven, met niet altijd onder dezelfde namen als de oorspronkelijke publicaties.)